# Nadia Tilon

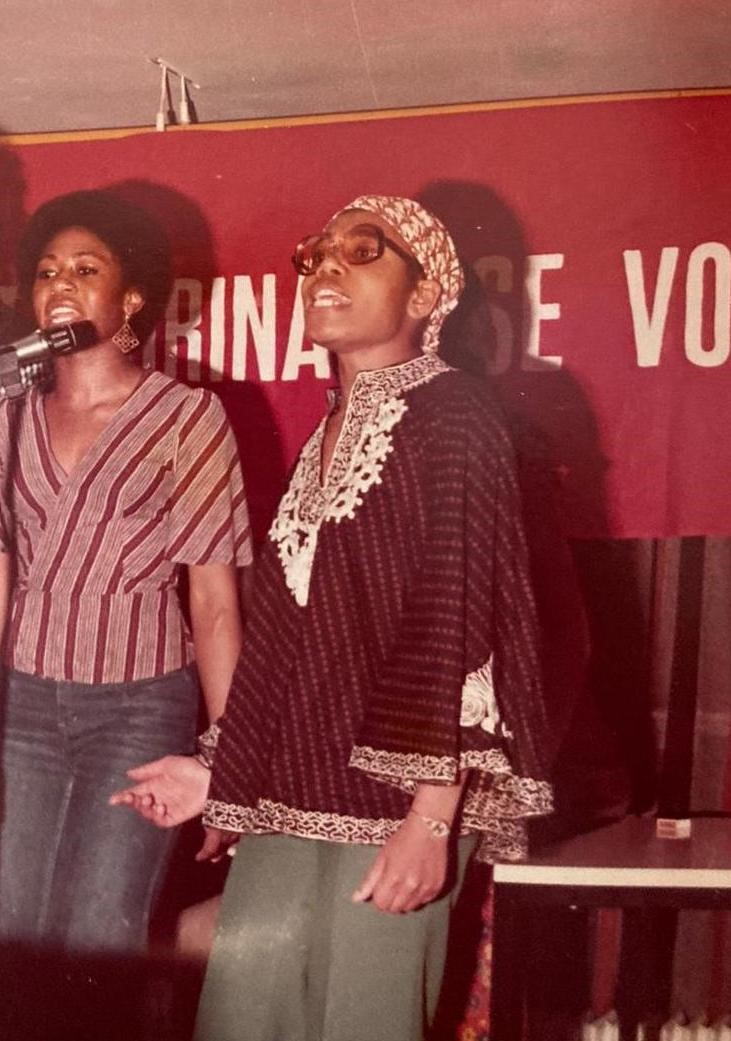
Nadia Tilon (rechts) zingend samen met jazz-zangeres Denise Jannah bij een politieke manifestatie in Den Haag in 1976

Nadia Tilon (Paramaribo, 18 april 1953) is een Surinaamse activiste, theatermaakster, journaliste en sociaal pedagoge.

## Biografie
Nadia Tilon groeide op in Paramaribo. Toen ze twaalf jaar was, vertrokken moeder en kinderen in 1966 naar Nederland. Eenmaal in Amsterdam, bleef ze georiënteerd op haar vaderland: op haar zestiende raakte Tilon betrokken bij een praatgroep van Surinaamse studenten in de Amsterdamse Bijlmer. Praten ontwikkelde zich tot handelen op het moment dat ze werd gevraagd door het maandblad De Rode Surinamer, later verbonden aan het Marxistisch-Leninistisch Centrum (MLCS), in haar directe omgeving in Nederland. Via haar vader raakte ze bekend met het gedachtegoed van Karl Marx.
Na het behalen van haar gymnasiumdiploma aan het Pius-X Lyceum in Amsterdam-West begon Tilon de studie Sociale Pedagogiek aan de Universiteit van Utrecht. De Bijlmergroep raadde haar aan zich in Utrecht aan te sluiten bij de Surinaamse Studenten Vereniging (SSV), een van de studentenorganisaties die zich in 1973 zouden verenigen als de Landelijke Organisatie van Surinaamse Organisaties in Nederland. Het was voor Tilon het begin van een jarenlange actieve bijdrage aan de LOSON en het voeren van strijd voor gelijke rechten voor Surinamers in Nederland en democratische en economische vooruitgang in Suriname.

## Activisme bij de LOSON/SAWO[1]
In haar studententijd raakte Nadia betrokken bij het Landelijk Overleg van Surinaamse Organisaties in Nederland (LOSON), het latere Surinaamse Arbeiders en Werkers Organisatie (SAWO). Al vrij snel na haar oprichting bestond de LOSON niet meer uitsluitend uit studenten maar werd de organisatie een brede Surinaamse organisatie in Nederland. De leden besloten een landelijke samenwerking in gang te zetten omdat ze actief wilden bijdragen aan het toenemende linkse geluid in Suriname, waar maatschappelijke onvrede over de werk- en leefomstandigheden van veel Surinamers en verzet tegen corruptie en antidemocratische maatregelen met de jaren was gegroeid.
In 1969 had de onrust en ontevredenheid met het kabinet van Suriname, zowel binnen de politiek als daarbuiten op straat, geleid tot de val van premier Johan Adolf Pengel. Ook na de kabinetsperiode-Pengel, bleef het onrustig. Boosheid over bestuurlijk wanbeleid en corruptie had stakingen, vernielingen en brandstichting tot gevolg gehad. Tijdens grote stakingsacties in Paramaribo op 26 en 27 februari 1973 kwam de vakbondsleider Ronald Abaisa, van de Bond van Arbeiders van de Geologisch Mijnbouwkundige Dienst (GMD) om door een politiekogel. Daarnaast waren zestien journalisten en vakbondsmensen opgepakt. De gebeurtenis en de algemene situatie hadden ervoor gezorgd dat socialistisch, anti-imperialistisch en communistisch georiënteerde ideeën aan populariteit wonnen.
Links Suriname was in de jaren voorafgaand aan 1973 gegroeid en afgesplitst in allerlei groeperingen met eigen drukwerk. De leden van de LOSON voelden zich solidair met verschillende van deze bewegingen in Suriname. Ze herkenden zich in doelstellingen als het vergroten van het politieke bewustzijn en het streven naar een klassenstrijd tegen het imperialisme. In hun ogen gedroeg de Surinaamse overheid zich als een schoothondje van Nederland, niet in staat te voorkomen dat grondstoffen in buitenlandse handen vielen, zoals die van het Nederlandse bedrijfsleven.  
De LOSON besloot bij de oprichting vanuit Nederland de Organisatie van Surinaamse Kommunisten (OSKOM), met Edward Naarendorp en Frank Ranada als belangrijke organisatoren, en het Marxistisch-Leninistisch Centrum Suriname (MLCS) van Bram Behr en Humphrey Keerveld in Suriname te steunen met geldinzamelingsacties. Later werd vooral gefocust op het ondersteunen van de MLC, dat ook het ‘socialisties volksblad’ de Rode Surinamer uitbracht. Uit het MLCS ontstond na verloop van tijd de Kommunistische Partij Suriname (KPS). Binnen de KPS gingen activisten Keerveld en Behr in 1978 ieder hun eigen weg. Zo publiceerden Behr en anderen vanaf 1979 het blad Mokro (Moker), dat ook werd ondersteund door de LOSON. De organisatie was bovendien lid van het Demokratisch Volks Front (DVF). Daarnaast steunde de organisatie de Federatie van Arme Landbouwers (FAL) die tot haar zelfstandigheid in 1978 behoorde tot de DVF. De solidariteit voor de sociale strijd van de linkse organisaties in hun thuisland en de onafhankelijkheidsstrijd vormden voor de LOSON-leden van het eerste uur belangrijke kernpunten van de beweging, ook omdat de studenten veelal het idee hadden zelf terug te keren naar Suriname.
Daarnaast was er vanaf het begin aandacht voor de leefsituatie van de Surinaamse diaspora. Veel Surinamers weken in de periode voorafgaande aan de onafhankelijkheid van 1975 uit naar Nederland. In 1972 waren dit rond de 9000 Surinamers. Het aantal nam toe tot 40.000 in 1975. De activistische organisatie wilde zich voor de groeiende Surinaamse gemeenschap in Nederland inzetten, omdat deze zowel op dagelijks als politiek niveau weerzin, racisme, geweld en discriminatie te verduren kreeg. Dit gebeurde bijvoorbeeld op de arbeidsmarkt, in contact met de politie, in de onderwijs- en woonsector en in het uitgaansleven.
De LOSON was financieel zelfvoorzienend door het verkopen van haar publicaties, kranten en brochures; het verstrekken van abonnementen en het verkrijgen van contributies en giften. De leden werkten vrijwillig zonder vergoeding. Kranten werden gemaakt op de redactie, de kelder van een kraakpand aan de Herengracht te Amsterdam of thuis. De culturele groepen als het LOSON-koor en de muziekband Paloeloe van LOSON traden onbetaald op en droegen zo financieel bij aan het reilen en zeilen van de organisatie, haar acties, activiteiten in Nederland en de beweging in Suriname.
Na de Sergeantencoup van Desi Bouterse in 1980, vertrokken meer Surinamers, onder wie zij die onderdeel waren geweest van linkse bewegingen, naar Nederland. De democratie kwam onder druk te staan en het geweld tegen (politieke) tegenstanders van het regime escaleerde, met als dieptepunt de Decembermoorden van 1982. De LOSON nam fel stelling tegen de gebeurtenissen in Suriname.

## Theater en muziek
Op uiteenlopende wijze heeft Nadia Tilon zich ingezet voor de LOSON/SAWO, waaronder voor de culturele arm van de organisatie. Ze speelde vanaf het begin een belangrijke rol in het inhoudelijk vormgeven van de theaterafdeling van de beweging. De organisatie zag het als een onderdeel van haar doelen om bij te dragen aan het behoud en de ontwikkeling van de Surinaamse culturele identiteit door bewust uiting te geven aan trots en respect voor de Surinaamse cultuur. Daarnaast meenden de leden dat cultuur als wapen ingezet kon worden om maatschappelijke bewustwording en verandering te stimuleren. Poëzie, klederdrachtenshow, dans, theatersketches, muziek, zang en gebruik van Surinaamse talen voegden zo een extra dimensie toe aan manifestaties, bijeenkomsten, demonstraties, straatfestivals en andere acties. Verschillende keren was er een LOSON-delegatie aanwezig bij activistische zomerkampen waar internationale linkse bewegingen samenkwamen. Ook hier maakten de leden theater om hun strijd en cultuur (kulturu) uit te dragen.
Nadia Tilon begon met een acteerrol in het eerste toneelstuk van de LOSON en breidde dit vervolgens uit naar het schrijven van sketches, het verzorgen van de regie, aankleding en organisatie van optredens. Maatschappelijke actuele thema’s zoals de vreemdelingenwet, huisvesting van Surinamers in Nederland, de positie van kleine landbouwers of vrouwen in Suriname en later het dictatoriale Bouterseregime werden vertaald naar kritische korte sketches of langere stukken. In de eerste periode vormde het LOSON-theater voor Nadia Tilon vooral een middel om de politieke boodschap uit te dragen. Geleidelijk ontwikkelde ze echter meer aandacht voor de artistieke kant van toneel: het politieke verhaal moest versterkt worden met een persoonlijk verhaal, een karakterontwikkeling en een goede vorm. 
Tilon zong in diezelfde jaren in het LOSON-koor en in het Bijlmerkrakerskoor. Er werd gezongen tijdens demonstraties en in 1975 respectievelijk zijn een EP en single met strijdliederen uitgebracht, waar Tilon aan heeft meegewerkt.
In 1976 vertrok Tilon voor een stage naar Suriname. Ze participeerde daar in activiteiten van het Demokratisch Volks Front en maakte deel uit van het OPO-collectief, de muziekgroep van DVF. OPO had, ondersteund door de LOSON, vlak voor de onafhankelijkheid van Suriname in 1975 een single uitgebracht die door alle radiostations gedraaid werd. Djai Djai Sarnaam (Leve Suriname) stond wekenlang op de 1e plek in de hitlijsten en komt nog altijd af en toe langs op de radio. Ook het nummer Fri joe n'e kisi,fri j'e teki (Vrijheid krijg je niet, vrijheid neem je) werd een hit.
Vanwege het succes stelde OPO na de onafhankelijkheid een LP samen die in 1976, wederom ondersteund door LOSON, werd uitgebracht. Nadia Tilon zorgde samen met bandleider en componist Henk Mac Donald voor de vervaardiging van de single en LP in Nederland. De liederen van het OPO-collectief vormden een vast onderdeel van het repertoire van het LOSON-koor.
Tijdens haar stageperiode in Suriname speelde Tilon ook in de avondvullende theaterproductie Wan njoeng libi. Het politiek geëngageerde stuk van het OPO-theater werd in Theater Thalia opgevoerd. De toneeltekst was van auteur Rita Rahman. Regie en vormgeving werd gedaan door beeldend en grafisch kunstenaar René Tosari. Na afloop vroeg regisseur Henk Tjon, die de voorstelling had gezien, Nadia Tilon bij zijn gezelschap te komen. In de jaren zeventig had Tjon met het eerste professionele theatergezelschap in Suriname, het Doe-theater, van zang, muziek, spel en sketches totaaltheater gepraktiseerd eveneens met een maatschappijkritische inslag. Tilon moest echter terug naar Nederland om haar studie af te ronden.
Eind 1978 richtte ze mede Toneelwerkgroep Makandra op. Met deze toneelgroep bleef ze bijeenkomsten van LOSON/SAWO ondersteunen tot het einde van de beweging.
Geïnspireerd geraakt door de ervaring bij het OPO-theater en het gesprek met Henk Tjon, begon ze ook aan de deeltijdstudie van Academie voor Expressie door Woord en Gebaar in Utrecht. In 1984 volgde ze een regieworkshop van Tjon en theatermaker Rufus Collins bij de Stichting Interculturele Projecten op Theatergebied.
In 1981 speelde Tilon in de voorstelling Mkinga (mijn dorp) van de Stichting Toneelwerkgroep Proloog. In 2004 stond Tilon in de theaterbewerking van de debuutroman van Clark Accord, De koningin van Paramaribo, door het toneelgezelschap Stichting de Inrichting. Haar laatste theaterrol speelde zij in 2009 in een afstudeerproject van de Academie voor Theater en Dans van de Amsterdamse Hoge School voor de Kunsten.

## Oema foe Sranan (Vrouwen van Suriname)
In 1978 bracht Cineclub Vrijheidsfilms in een gezamenlijk project met LOSON de film Oema foe Sranan (Vrouwen van Suriname) uit, gemaakt in de context van de Surinaamse onafhankelijkheid van 1975. Filmmaker At van Praag had met het door hem opgerichte Cineclub Vrijheidsfilms inmiddels 135 politiek-geëngageerde films van diverse internationale activistische bewegingen vertaald en gedistribueerd naar Nederland. Vrouwen van Suriname portretteerde het leven van Sonja Boekstaaf, Sylvie Fernant, Somai Harpal en Jetty Meursing. Met hun verhalen wilden de filmmakers het Nederlandse neokolonialisme in Suriname, de armoede van veel Surinamers en discriminatie vanuit overheidsbeleid aankaarten. Het scenario schreef At van Praag samen met Henk Laji. Bram Behr adviseerde bij het scenario en de productie. Cineclub Vrijheidsfilms vroeg Nadia Tilon mee te werken aan de montage van de film. Ze verzorgde de muziekselectie, de commentaarteksten in Sranantongo, de voice-over en ondertiteling. Oema foe Sranan staat bekend als de eerste film in Sranan. Het netwerk van LOSON maakte dat de verspreiding van de film in de Surinaamse gemeenschap vergemakkelijkt werd. Juanita Lalji distribueerde de film en begeleidde screenings op scholen en buurthuizen in buurten met veel Surinaamse Nederlanders.

## Journalistiek werk
Voor het periodiek van de LOSON/SAWO, eerst Wrokoman geheten en later Kon na Wan, kwam Nadia Tilon te werken als redactioneel medewerker van onder meer nieuwsberichten uit Suriname en de cultuurpagina. Artikelen verschenen nooit onder de individuele naam van de auteur. De beweging wilde uitstralen dat ze als collectief opereerde.  
Van 1990-1995 vervulde ze eenzelfde functie voor het blad Mutyama, Surinaams tijdschrift voor cultuur en geschiedenis, dat na opheffing van de SAWO werd uitgegeven door de activisten. Er verschenen vijf jaarlijkse edities van het blad. Mutyama had een literaire inslag en verschillende auteurs als Jos de Roo, Cees Nooteboom en Wim Rutgers droegen eraan bij. Vanaf 1988 werkte Tilon als redacteur van de actualiteitenrubriek IKON-Kenmerk en als freelance-journalist voor onder andere Migranten Televisie Amsterdam, Radio Noord-Holland en Inter Press Service. Ze presenteerde van 1992 tot 1993 het radioprogramma Anders Gezegd naast de latere burgemeester van Rotterdam Ahmed Aboutaleb.
In haar verdere loopbaan richtte Nadia Tilon zich op haar academische achtergrond als sociaal pedagoge en werd Human Resources-adviseur bij Thuiszorg Amsterdam en later aan de Vrije Universiteit Amsterdam.